# Volkomen kut
Volkomen kut is een nummer van het Nederlandse cabaret- en zangduo Veldhuis & Kemper uit 2009. Het is de eerste single van hun vierde studioalbum We moeten praten.
Het nummer gaat over een leven vol tegenslagen. "Volkomen kut" haalde de 38e positie in de Nederlandse Single Top 100. In hetzelfde jaar werd het nummer gebruikt als maandoverzicht bij het radioprogramma GIEL, waarna op 18 december het duo een half uur durend jaaroverzicht ten gehore bracht.